# Girard, Texas
Girard là một nơi ấn định cho điều tra dân số (CDP) thuộc quận Kent, tiểu bang Texas, Hoa Kỳ. Năm 2010, dân số của nơi này là 50 người.

## Dân số
- Dân số năm 2000: 62 người.
- Dân số năm 2010: 50 người.